# Mélodie
Pour les articles homonymes, voir Mélodie (homonymie).
La mélodie est une succession de sons ordonnés selon des rapports de rythme et de modulation par opposition à l'harmonie consistant dans l'accord de plusieurs sons exécutés simultanément.
Le terme « mélodie » vient du latin melodia issu du grec ancien μελῳδία / melôidía, « chant », composé de μέλος / mélos, « arrangement musical », et ᾠδή / ôidế, « chant ».

## Caractéristiques
Dans la musique occidentale, chaque note d'une mélodie est déterminée par l'intervalle mélodique qui la sépare de la note fondamentale — ou note de référence — appelée « tonique » dans la musique tonale. Le mot mélodie s'oppose ainsi à la polyphonie — ou harmonie, ces deux termes pris dans leur sens le plus large de « procédé musical utilisant les simultanéités délibérées » —, cette technique d'écriture constituant l'une des singularités de la musique occidentale depuis le milieu du Moyen Âge.

## Historique
Du XIIIe au XVIe siècle, la musique occidentale est plus précisément dite polyphonique et modale, et son procédé de composition est appelé contrepoint. Une pièce musicale de cette époque, peut être considérée comme une « superposition de mélodies », chacune d'elles étant exécutée par les différentes parties de l'ensemble.
Après la Renaissance, la musique est harmonique et son procédé de composition est le système tonal. Avec cette nouvelle technique, une partie se détache des autres pour exécuter la ligne mélodique principale (ou simplement mélodie) — généralement située à la partie supérieure de l'édifice. Dans ce nouveau sens, la mélodie s'oppose donc à la basse continue ainsi qu'aux différentes parties intermédiaires qui constituent l'accompagnement de la ligne principale — accompagnement pouvant être synthétisé en une série d'accords. On parle alors de « mélodie accompagnée ».